# ゾンビハーレム
『ゾンビハーレム』（原題: Doghouse）は、2009年のイギリス映画。
日本では劇場未公開だが、DVDが2011年8月3日に発売された。

## ストーリー
中年男性ヴィンスは妻に別れを告げられ、傷心していた。そんなヴィンスを励まそうと友人6人は、女性が男性の4倍はいると言われている町ムードリーへの旅行を計画する。しかし、ムードリーに住んでいた女は皆ゾンビになっていた。

## キャスト
- ニール - ダニー・ダイア
- ヴィンス - スティーヴン・グレアム
- マイキー - ノエル・クラーク
- グレアム - エミル・マルヴァ
- マット - リー・イングルビー
- パトリック - キース＝リー・キャッスル
- キャンディ - クリスティーナ・コール
- ギャヴィン軍曹 - テリー・ストーン
- バンクシー - ニール・マスケル

## スタッフ
- 監督・編集：ジェイク・ウエスト
- 製作：マイク・ラヴデイ
- 脚本：ダン・シェイファー
- 撮影：アリ・アサッド
- プロダクションデザイン：マシュー・バトン
- 衣装デザイン：ヘイリー・ネバウアー
- 音楽：リチャード・ウェルズ
- 特殊効果メイク：カール・デリック